# A játékpolc
A játékpolc egy 1997–2000 között futó brit bábfilmsorozat, amelyet a Cosgrove Hall Films készített Ivy Wallace brit írónő könyvei alapján. A történet egy csapat beszélő játékállatról szól, amelyek Timothy hálószobájában élnek.
Magyarországon a sorozatot az M2 és a Duna Televízió vetítette.

## Szereplők
- Timothy – a játékpolc állatkáinak kisgazdája, akit soha nem láthatunk a képernyőn, csak az árnyékát. A többi emberi szereplő is így jelenik meg Mr. Triggen kívül, aki a kisállatbolt tulajdonosa. Magyar hangja: Szalay Csongor
- Mackó, a medve – a csoport vezetője, aki meglehetősen főnökös és lusta, és szívesen sütteti a hasát a napon. Magyar hangja: Szűcs Sándor
- Csimpi a majom – piros fezt és kabátot visel, ki mindig tréfál és mindig rosszat forral, és ezt sokszor rossznéven veszik a többiek. Öntörvényű, amivel bosszantja a társait habár Csimpi tréfái sokszor a visszájára fordulnak. Magyar hangja: Csőre Gábor
- Csíkos, a zebra – Foltos legjobb barátja. Megfontolt, kedves, bölcs, és csíkos fekete-fehér gyapjúja van. Az első epizódból, a Csíkos, a megmentőből kiderül, hogy ő és Foltos Timothy két legrégebbi játékállata. Magyar hangja: Honti Molnár Gábor
- Foltos, a zsiráf – Csíkos legjobb barátja, bár a többiekkel is közeli barátságban van. Barna göndör haja van és hosszú nyakán foltok vannak, innen ered a neve is. Foltos gyakran megbotlik (mivel patáinak anyaga erősen elhasználódott, és gyakran veszít töméséből). Ő az egyetlen lány a csapatban. Magyar hangja: Szegedi Anita
- Picurka – Aki első látásra szintén egy medve, azonban ő egy apró West highland fehér terrier kutya, Mackó közeli barátja, akire felnéz. Rózsaszín masnit visel, gyakran kerül nehéz helyzetekbe és feldúrta már a szobát. Nagyon kedves és jóindulatú a többiekkel. Magyar hangja: Mezei Kitti
- Vakond néni és a kisvakondok – Egy vakondcsalád, akik a föld alatt élnek. A vakondok csak nyekegnek, ahelyett, hogy beszélnének.
- Kunkor, az egér – Csapdába került, de sikerült megszöknie, és a farkában hagyott csavarról kapta a nevét. Nagy barátja az állatoknak, és néha felkeresi Timothy hálószobájának kék polcát. Vakond nénihez és a kisvakondokhoz hasonlóan, ő sem beszél. Az első epizódban, a Csíkos, a megmentőben Foltos és Csíkos találkozik Kunkorral egy utazó vidámparkban.
- Csóka Csöpi – Egy vad csóka, amely a ház tetején lakik Timothy kertje közelében. Szereti a fényes dolgokat, és zavaró ha észrevétlenül lopkod, de néha nagyon hasznos is lehet, különösen akkor, ha az állatoknak magasra kell jutniuk ahhoz, hogy elérjenek dolgokat.
- Mókus – az állatkák másik legjobb barátja, aki egy fán él a Harangvirág Erdőben, Timothy kertje mellett. Csattogó hangokat kiadva beszél, és gyakran mutat növényekre, bár Foltos és a polc többi lakója megérti őt.
- Hernyó – Nyolc pár lábú, vörös és sárga csíkos kis hernyó, aki Timothy kertjében él, a vakondok csapóajtaja közelében. A hernyó időnként szokatlan hangokat ad ki, de Csíkos és a többiek megértik őt is.
- Papagáj – a kisállatboltos, Mr. Trigg kék és rózsaszín papagája, aki szeret másokat utánozni. Ez sokszor hasznára válik a többieknek, ha bajba kerülnek.
- Timothy anyukája – Ahogy a többi ember szereplő, neki is csak az árnyéka látszik. Magyar hangja: Incze Ildikó.
- Timothy apukája – Az emberi szereplőkhöz hasonlóan, ő sem jelenik meg a képernyőn.
- Mr. Trigg – a kisállatkereskedés tulajdonosa.
- Roger – Timothy legjobb barátja, aki nem jelenik meg a képernyőn.
- Narrátor – Magyar hangja: Kútvölgyi Erzsébet

## Magyar változat
Magyar szöveg: Károlyi Eszter
Hangmérnök: Steiner András
Vágó: Zöld Zsófia
Gyártásvezető: Németh Tamás
Szinkronrendező: Balogh Mihály
A szinkront a Duna Televízió megbízásából a Balog Mix Stúdió készítette.

## Fordítás
Ez a szócikk részben vagy egészben  a   The Animal Shelf című angol Wikipédia-szócikk ezen változatának fordításán alapul.  Az eredeti cikk szerkesztőit annak laptörténete sorolja fel. Ez a jelzés csupán a megfogalmazás eredetét és a szerzői jogokat jelzi, nem szolgál a cikkben szereplő információk forrásmegjelöléseként.